# Colegiul academic din Cluj-Napoca
Colegiul academic din Cluj-Napoca este un monument istoric aflat pe teritoriul municipiului Cluj-Napoca.